# Levi Zililo Mumba
Levi Zililo Mumba (mort en janvier 1945) est un dirigeant politique, premier président du Nyasaland African Congress (NAC) durant la période de la domination britannique sur le Nyassaland, lequel deviendra le Malawi en 1964.
Mumba est probablement la plus importante figure dans l'évolution de la politique au Malawi durant l'entre-deux-guerres.

## Jeunesse
Levi Mumba est un Ngoni et sa langue maternelle est le tumbuka. Il est diplômé de l'Overtoun Institution, émanation de la mission de Livingstonia, fondée par des missionnaires écossais dans le nord du Nyassaland, qui éduqua plusieurs des futurs dirigeants Africains de la colonie et d'ailleurs. Il passe haut la main ses examens finaux en 1903 et est le seul à avoir suivi un cursus commercial.
De mars 1905 jusqu'à 1915, il est le seul Africain professeur sur des sujets commerciaux, ainsi que le comptable de l'institution.
Le Dr G. Meredith Sanderson l'encourage à jouer un rôle actif en politique. Sanderson, du service médical colonial, est l'auteur de The Yaos, un livre consacrée au peuple du même nom.

## Responsable d'associations
Levi Mumba est élu secrétaire de la North Nyasa Native Association créée en 1912, la première de plusieurs autres associations d'« autochtones éduqués »,.
En 1923 la Mwenzo Welfare Association est fondée par l'ancien colocataire scolaire de Mumba, Donald Siwale, avec des statuts basés sur ceux de la North Nyasa Native Association.
Mumba est l'architecte de beaucoup de ces associations, qui avaient des statuts similaires.
Dans une note de 1924, Mumba expose le but de ces associations comme étant d'amener à des conditions de vie meilleures et aussi de mieux représenter l'opinion publique face à l'administration coloniale que ne le faisaient les chefs et dirigeants.
Toujours en 1924, il exprime l'espoir que ces associations pourront « assumer une stature nationale en fusionnant en un corps central,. » La même année, il instaure un comité représentatif des associations de la province du nord à Zomba, la capitale du Nyassaland à l'époque.
Son beau-frère, Mopho Jere, devient secrétaire du comité représentatif en 1928 et son président un peu avant 1937.
Le comité relaie les plaintes auprès du gouvernement central à propos du comportement des représentants coloniaux, et émet des requêtes demandant l'assistance du gouvernement afin de développer l'agriculture commerciale et le commerce de détail.
Levi Mumba et James Frederick Sangala, de Blantyre, deviennent les dirigeants du mouvement des associations autochtones durant les années 1930. À ce moment, les colons blancs de la Rhodésie du Sud (aujourd'hui le Zimbabwe) et de la Rhodésie du Nord (aujourd'hui la Zambie), militaient pour une union dans laquelle ils voulaient inclure le Nyassaland, car ils le considéraient comme un utile réservoir de main d'œuvre qui, sinon, pourrait être attirée par l'Afrique du Sud. Les ressortissants du Nyassaland résistaient à ce mouvement car ils considéraient les Rhodésie comme des territoires « de Blancs » et préféraient les règles du Nyassaland qui leur accordaient plus de droits. Dès 1935, la Blantyre Native Association, dirigée par James Sangala, appelle à une réunion des dirigeants locaux à l'occasion de laquelle ils sont invités à signer une pétition s'opposant à l'union des deux Rhodésie et du Nyassaland. Lorsque l'administration coloniale interroge les « chefs » quant à leur position à ce sujet, la réponse officielle est, en fait, rédigée par Levi Mumba.
Écrivant une lettre au nom du comité représentatif au Chief Secretary de la colonie en avril 1935, Mumba demande pourquoi les Africains ne jouent pas un plus grand rôle dans les célébrations de l'anniversaire du roi et dans la cérémonie d'investiture du gouverneur. Il écrit « qu'une fonction de gouvernement aussi importante puisse ignorer ou ne pas arriver à trouver une place pour quelques dirigeants Africains expérimentés […] y compris des Africains nantis et respectables qui pourraient, par la suite, expliquer le sens de l'opération aux autres, crée l'idée qu'ils ne sont pas les bienvenus et ajoute à leur perplexité. » Il y a là une tonalité élitiste, distinguant les hommes éduqués des dirigeants moins sophistiqués. Plus tard, Levi Mumba expose les choses de manière plus simple : « les autochtones devraient avoir la confiance du gouvernement car ils sont des sujets de Sa Majesté comme tous les autres […] les autochtones sont considérés comme des enfants sur ces sujets, et ils le sont, mais c'est en tant qu'enfants qu'ils peuvent être mieux initiés à ce qui est exigé d'eux quand ils grandissent,. »
Le 12 mai 1935, il échange avec le gouverneur, Harold Kittermaster, sur la meilleure manière de communiquer entre le gouvernement et les Africains. Il s'oppose à la politique du moment qui passe par des administrateurs autochtones, parmi lesquels prédominent les chefs conservateurs, et recommande de laisser une plus grande place à la voix des associations. Il explique que les membres des associations sont plus proches des Européens et plus à même de donner leurs avis de manière compréhensible. Le gouvernement colonial refuse cependant de prendre au sérieux les autorités autochtones ou les associations et leurs aspirations avant la Seconde Guerre mondiale.

## Dirigeant du Nyasaland African Congress
Le Nyasaland African Congress (NAC) est la première organisation qui s'essaie à œuvrer à l'échelle nationale.
Au congrès inaugural, tenu à Blantyre en octobre 1944, Levi Mumba est élu président-général. James Sangala, l'autre inspirateur du mouvement, se trouve à Dedza dans la région centrale et ne peut être présent, mais il est élu au comité central. Comme la plupart des membres, Levi Mumba a le privilège de venir d'une famille respectable et a été éduqué par les missionnaires. Les dirigeants du NAC comprennent des pasteurs et des professeurs venus, à l'instar de Mumba, des associations antérieures, mais aussi des fonctionnaires et des hommes d'affaires. Peu après son élection, Levi Mumba meurt, en janvier 1945. Charles Matinga lui succède. Sans l'impulsion de Mumba non plus que celle d'Isaac Lawrence, autre militant de longue date à l'origine du mouvement, mort à la même époque, le mouvement perd de son élan.

## Positions sur la religion et l'éducation
En 1929, il est associé à la formation de l'African National Church (« Église Nationale Africaine »), qui autorise la polygamie. Bien que chrétien, il écrit un article intitulé The Religion of my Fathers (« La religion de mes pères »), où il défend les croyances traditionnelles face aux attaques des ignorants et aux préjugés. L'article paraît dans la International Review of Missions (« Revue internationale des missions ») en 1930, soumis par le missionnaire Cullen Young et attribué à « un membre d'une des tribus du Nyassaland ». Dans cet essai, il met en avant l'importance de la médiation dans la culture ngoni, où les esprits des ancêtres assurent la médiation entre les vivants et leur déité.
Lorsque le gouvernement colonial propose de faire de la langue Nyanja la langue de l'enseignement, car elle est largement pratiquée dans le pays, Mumba s'oppose à l'idée en tant que représentant des locuteurs de la langue tubumka. Il déclare que les gens veulent d'abord pouvoir apprendre avec des livres dans leur langue maternelle, puis apprendre la langue anglaise, plus utile. S'il faut adopter une langue officielle, il propose que ce soit l'anglais.
En 1932, il propose un mémorandum plaidant pour l'amélioration de l'éducation supérieure pour les Africains ; il est reçu sans enthousiasme. En 1934, il demande au gouvernement de participer aux frais de scolarité secondaire en Afrique du Sud, en l'absence d'alternative locale. À contrecœur, le gouvernement propose ₤13-10-0[Quoi ?]. Le Chief Secretary commente ainsi : « de tels cas resteront rares dans les temps à venir, heureusement à mon avis, car plus lent sera le progrès [vers l'éducation supérieure pour les Africains], meilleur ce sera,. »
Levi Mumba est cependant nommé au comité consultatif sur l'éducation en 1933. Il participe aux débats sur l'éducation des colored (métis) en 1934, argumentant contre le fait que l'éducation primaire gratuite soit réservée à une fraction de la population (les colored aussi appelés demi-castes) et demandant à ce qu'elle concerne tout le monde. En 1934 il prépare un memorandum sur l'éducation post-primaire et supérieure qui est rejeté par le comité consultatif. Dans un rapport de 1938, destiné aux autorités coloniales, il écrit : « la formation que les Africains ont reçue jusqu'ici, à la fois dans les écoles et au contact des Blancs, que ce soit comme travailleurs semi-qualifiés ou non qualifiés, a été destinée à les formater à travailler pour, plutôt qu'à travailler avec le Blanc, ».